# جون لونغ ويلسون
جون لونغ ويلسون (بالإنجليزية: John Long Wilson)‏ هو ضابط أمريكي، ولد في 1914، وتوفي في 2001.